# Moskau, wie es weint und lacht
Moskau, wie es weint und lacht, auch bekannt unter dem Titel Das Mädchen mit der Hutschachtel, ist das seltene Beispiel einer sowjetischen Stummfilmkomödie. Der im Winter 1926/1927 von Boris Barnet gedrehte Film machte Hauptdarstellerin Anna Sten in der Titelrolle zum bekanntesten weiblichen Filmstar des ausgehenden sowjetischen Stummfilms. 

## Handlung
Die junge Natascha, die bei ihrem Großvater in einer bescheiden bis ärmlichen Hütte bei Moskau lebt, hat zur Zeit des sog. Neuen Ökonomischen Plans, als die Sowjetführung Privatinitiativen und der Privatwirtschaft einige kleine Zugeständnisse machte, eine Anstellung im Hutgeschäft von Madame Irène. Nataschas Chefin und deren Ehemann haben dem Komitee für Unterkünfte wahrheitswidrig mitgeteilt, dass Natascha in ihrem Haus ein Zimmer angemietet habe. Mit dieser kleinen Notlüge kann Irènes Gatte endlich ein Zimmer nur für sich beziehen, in dem er nach Herzenslust herumfaulenzen kann. Fogeljew, der eine Anstellung bei der staatlichen Eisenbahn hat, ist schon seit geraumer Zeit in Natascha verknallt, die jedoch ein Auge auf Ilja geworfen hat, jenen jungen, obdachlosen Studenten, den sie auf einer Zugfahrt kennen gelernt hat. 
Um Ilja zu helfen, heiraten Natascha und Ilja, und sie bringt ihren Neugatten in der offiziell freistehenden Wohnung unter, die Madame Irènes Gatte eigentlich für sich haben wollte. Natascha glaubte hingegen, dass dieses Zimmerchen tatsächlich für sie gedacht war und ist sich keiner Schuld bewusst. Dennoch wirft Irène ihre Angestellte wegen dieser Eigenmächtigkeit kurzerhand heraus und speist sie mit staatlichen Obligationen ab, die jedoch nichts wert sein sollen. Diese Obligationen sind aber mit einer Lotterie verknüpft. Als es zur Auslosung kommt gewinnt Natascha überraschenderweise die für damalige Verhältnisse hohe Summe von 25.000 Rubel. Nun können Natascha und ihr Ilja endlich glücklich zusammen leben, ohne weiterhin auf den guten Willen anderer angewiesen zu sein. 

## Produktionsnotizen
Moskau, wie es weint und lacht, auch bekannt unter dem Titel Das Mädchen mit der Hutschachtel, wurde am 19. April 1927 uraufgeführt. Eine deutsche Aufführung ist nicht überliefert. Bei der Berlinale 2012 wurde der Film im Rahmen der Retrospektive Die rote Traumfabrik gezeigt.

## Rezeption
„Der Film ist sehr frisch und lebendig und verarbeitet geschickt Elemente der ‚slapstick comedies‘.“